# Salsa rosa (programa de televisión)
Salsa rosa era un talk show de televisión dedicado a la crónica social  producido por Boomerang TV para la cadena española Telecinco, que lo emitió entre el 21 de septiembre de 2002 y el 29 de julio de 2006.
El programa se emitía semanalmente, los sábados en el prime time nocturno, y estaba presentado por Santi Acosta y dirigido por Sandra Fernández.
Tras finalizar el contrato de la productora con Telecinco, la cadena decidió no renovar el programa y cubrir su espacio con Sábado Dolce Vita.
Desde su estreno el programa se situó como líder de audiencia en su franja horaria, desbancando a programas consolidados como Noche de fiesta de La 1. Mantuvo su posición de liderazgo, de forma regular, a lo largo de sus cuatro temporadas en antena, superando a menudo los 2 500 000 espectadores y el 25 % de cuota de pantalla.

## Formato
Cada semana el programa contaba con la presencia de invitados, generalmente personajes relacionados con el mundo del espectáculo y la prensa rosa. Estos se sometían a las preguntas del equipo de tertulianos del programa, formado por los periodistas del corazón Ángela Portero, Idoia Bilbao, Pepe Calabuig, Erica Alonso, Juan Luis Alonso y Mayka Vergara, esta última fallecida en 2003. Durante alguna temporada también colaboraron Beatriz Cortázar, Sandra Aladro (estuvo al principio), Lydia Lozano, Kiko Matamoros, Marisa Martín Blázquez, Mabel Redondo y María Recarte. En sus primeras temporadas el programa también incorporó un grupo de tertulianos formado por ciudadanos anónimos.
A partir del 12 de marzo de 2005, cumpliendo con el Código de Autorregulación sobre Contenidos Televisivos e Infancia en vigor a partir del 9 de marzo, se añadió el espacio de 30 minutos Salsa rosa express, que se emitía de forma previa al programa , clasificado para mayores de 13, donde el equipo de tertulianos comentaba la actualidad semanal de la crónica social, a partir de reportajes y exclusivas obtenidas por los reporteros del programa.

## Reparto
- Ángela Portero (2002-2006)
- Pepe Calabuig (2002-2006)
- Idoia Bilbao (2002-2006)
- Juan Luis Alonso (2002-2006)
- Erica Alonso (2002-2006)
- Marisa Martín Blázquez (2003-2006)
- Kiko Matamoros (2004-2006)
- Lydia Lozano (2004-2005)
- Beatriz Cortázar (2002-2004)
- Mayka Vergara (2002-2003)

## Premios

### TP de Oro
| Año  | Categoría                  | Resultado |
| ---- | -------------------------- | --------- |
| 2005 | Mejor Programa del Corazón | Nominado  |
| 2004 | Mejor Programa del Corazón | Nominado  |
| 2003 | Mejor Programa del Corazón | Ganador   |